# Vidlägnen
Vidlägnen är ett skär i Åland (Finland). Det ligger i den sydöstra delen av landskapet, 80 km sydost om huvudstaden Mariehamn.
Terrängen runt Vidlägnen är mycket platt. Trakten är glest befolkad. Det finns inga samhällen i närheten. 